# Кристин Роуз
Кристин Роуз (на английски: Cristine Rose) е американска телевизионна и филмова актриса. Родена е на 31 януари 1951 г. в Линуд, Калифорния, САЩ. Към този момент тя е най-известна с ролята си на Анджела Петрели в американския научнофантастичен сериал „Герои“. През 2008 нейната роля в успешния сериал на NBC от поддържаща става главна, ставайки основна част от един от най-големите актьорски състави в драматичен сериал. Роуз е известна и с продължителната си телевизионна кариера и участието ѝ в множество хитови сериали. Завършила е Станфордския университет.

## Избрана филмография
- „Дните на нашия живот“
- „Страсти“
- „Матлок“
- „Малкълм“
- „Чародейките“
- „Адвокатите“
- „Адвокатите от Бостън“
- „Али Макбийл“
- „Зад оградата“
- „Убийство по сценарий“
- „Диагноза: Убийство“
- „От местопрестъплението“
- „Чикаго Хоуп“
- „Среща с Джордан“
- „Спешно отделение“
- „Стар Трек: Следващото поколение“
- „Момичетата Гилмор“
- „Как се запознах с майка ви“
- „Сабрина младата вещица“
- „Баровки“
- „Дарма и Грег“
- „Приятели“
- „Кралят на квартала“
- „Двама мъже и половина“
- „Два метра под земята ООД“
- „Гувернантката“
- „Провидънс“
- „Военни престъпления“
- „Герои“